# Claudio Ranieri
Claudio Ranieri Grande Oficial OMRI (Roma, 20 de outubro de 1951) é um ex-treinador e ex-futebolista italiano que atuava como lateral-direito.

## Carreira como jogador
Inicialmente Helenio Herrera o descobriu em uma equipe amadora da cidade de Roma: o Dodicesimo Giallorosso. Ranieri jogava como um ponta, até que o treinador Antonio Trebiciani o transformou em lateral nas categorias de base da Roma.
Como jogador, Ranieri podia atuar nas duas laterais e começou a carreira na própria Roma no ano de 1973, sendo que em duas temporadas ele jogou apenas seis vezes pelo clube; inclusive foi emprestado por um mês ao modesto Siracusa. Passou maior parte de sua carreira atuando no Catanzaro (1974–1982), Catania (1982–1984) e Palermo (1984–1986), onde se aposentou em 1986.
Esteve envolvido em quatro acessos às séries superiores do futebol italiano (duas com o Catanzaro, uma com o Catania e uma com o Palermo). Ranieri marcou apenas nove gols em sua carreira como atleta, sendo oito pelo Catanzaro e um pelo Catania. Entre os anos de 1976 e 1982, disputou 128 partidas pelo Catanzaro na Serie A.

## Carreira como treinador
Iniciou a carreira como técnico em 1986, no Vigor Lamezia, e em seguida comandou o modesto Campania Puteolana.

### Cagliari
Em 1988, assumiu o Cagliari e conseguiu um feito raro no futebol italiano: levou o time da terceira à primeira divisão em apenas duas temporadas. No caminho, ainda conquistou a Copa da Série C Italiana.

### Napoli
Assumiu o Napoli em 1991, num período em que o clube passava por dificuldades financeiras. Apesar de terminar em quarto lugar na Serie A e conquistar uma vaga para a Copa da UEFA, não ganhou nenhuma honraria no clube. Em sua segunda temporada, foi demitido pelo dono do clube na época, Corrado Ferlaino, seguidamente da eliminação na segunda fase da Copa da UEFA; apesar da notável vitória fora de casa por 5–1 contra o Valencia na primeira fase.

### Fiorentina
Ranieri chegou na Fiorentina em 1993. Logo na primeira temporada, conseguiu o acesso à Serie A após conquistar o título da Serie B. Ganhou ainda a Copa da Itália e a Supercopa da Itália de 1996 com um elenco recheado de craques, entre eles Gabriel Batistuta, Rui Costa e Francesco Toldo. O time conseguiu permanecer invicto por 15 partidas na temporada 1995–96, permanecendo por alguns meses em segundo lugar atrás do Milan. No entanto, a Fiorentina perdeu cinco dos seus últimos nove jogos e acabou na quarta colocação. Já na temporada seguinte, terminou com um decepcionante nono lugar.

### Valencia
Chegou ao Valencia em 1997 e comandou a equipe por dois anos. Na sua segunda temporada, terminou em 4ª lugar na La Liga e classificou o time para a Liga dos Campeões. Acabou vencendo uma Copa do Rei em 1999 e a Copa Intertoto da UEFA de 1998. Seu time era reconhecido pela solidez defensiva, eficiência com sua formação tática baseada no 4-4-2 e forte pressão na saída de bola adversária para recuperar a posse de bola se valendo de contra-ataques. No entanto, o esquema defensivo de Ranieri não agradou a todos os jogadores; o atacante Romário tornou-se desafeto do treinador, passando a frequentar o banco de reservas em diversas partidas.

### Atlético de Madrid
Com o fim do contrato com os Los Che, Ranieri comandou brevemente o Atlético de Madrid. Durante a passagem do italiano, o clube passou por agruras financeiras e conturbações em campo. Beirando o rebaixamento, o treinador pediu dispensa antes que Jesús Gil, bem conhecido pela fama de demitir treinadores, o fizesse. O time acabou rebaixado no fim da temporada.

### Chelsea
Foi técnico do Chelsea do dia 18 setembro de 2000 até o dia 30 de maio de 2004, trabalhando arduamente para superar as barreiras do idioma. Quando chegou ao time inglês, seu vocabulário era limitado; felizmente, o clube tinha jogadores que podiam falar italiano ou espanhol e com isso, ajudavam-no na tradução quando estavam em treinamento. Na sua primeira temporada, o time apresentou resultados inconsistentes, com um 6º lugar na Premier League e vaga para a próxima Copa da UEFA. Ranieri foi instruído a reduzir a média de idade de seu plantel e trabalhou para reconstruir o time londrino no verão de 2001, montando um novo meio campo com as contratações de Frank Lampard, do West Ham, Emmanuel Petit e Boudewijn Zenden, do Barcelona, Jesper Grønkjær, do Ajax, além do versátil zagueiro William Gallas, do Olympique de Marseille, gastando em torno de 30 milhões de libras.
No entanto, as críticas sobre ele foram fortes. A torcida do Chelsea queria mais e a pressão aumentou quando o time terminou, de novo, em sexto lugar na Premier League, além de ter perdido a final da Copa da Inglaterra para o Arsenal. A crítica aumentou por Ranieri ter vendido um dos ídolos do clube, Dennis Wise, já veterano na época. A imprensa inglesa o acusava de rodar demais o elenco (por isso era conhecido como The Tinkerman). Apesar disso, o italiano foi mantido.
Foi na temporada 2002–03 que ele conseguiu seu maior feito. Com o clube em uma situação financeira complicada e sem poder fazer contratações importantes, ele finalmente conseguiu levar o time à Liga dos Campeões da UEFA. No elenco, alguns jogadores que posteriormente ficariam conhecidos: John Terry, então um jovem, Carlton Cole e Robert Huth, que voltou a encontrar o técnico no Leicester, 13 anos depois.
Quando o clube foi comprado pelo bilionário russo Roman Abramovich em 2003, o italiano recebeu um grande orçamento para transferências, porém, via seu trabalho ameaçado ao mesmo tempo. Ranieri gastou 120 milhões de libras no verão daquele ano e as contratações incluíam o ponta irlandês Damien Duff, por 17 milhões de libras (um recorde até então para o clube), os jovens ingleses Wayne Bridge, Joe Cole e Glen Johnson; a dupla argentina Juan Sebastián Verón e Hernán Crespo; o francês Claude Makélélé e a estrela romena Adrian Mutu. O pesado investimento trouxe ao clube a melhor posição na liga em 49 anos, sendo vice-campeões para o Arsenal. O clube alcançou inclusive as semifinais da Liga dos Campeões, batendo os Gunners nas quartas-de-final. Só que a estabilidade do italiano começou a ser questionada a partir das semifinais contra o Monaco, devido as substituições estranhas feitas e as mudanças táticas repentinas.
Aquela temporada ficou marcada para o clube devido aos poucos gols sofridos e o maior número de pontos obtidos.
O antigo futebolista e agora jornalista David Platt frisou uma observação sobre o italiano: Construir um time que pode conquistar um título é diferente de apenas conduzir um time ao título. Com o fim das especulações no comando, no dia 31 de maio, o cargo de treinador passou a ser de José Mourinho, o qual levou o time do Porto a vários triunfos pela Europa. Os dois títulos obtidos pelo português nas temporadas seguintes tiveram a influência do italiano, que trouxe vários dos jogadores que compuseram o elenco vitorioso. Em seus últimos meses no clube, Ranieri comunicou à diretoria dois grandes jogadores que o Chelsea deveria contratar: Didier Drogba e Arjen Robben.

### Retorno ao Valencia
Ranieri retornou ao Valencia na temporada 2004–05, substituindo Rafa Benitez (o treinador que havia levado o time para a Copa UEFA e a dois títulos da La Liga, agora contratado pelo Liverpool). O treinador italiano fez uma série de contratações e teve um começo brilhante, conquistando 14 dos 18 pontos disputados na La Liga e vencendo o Porto na Supercopa da UEFA. Só que, a partir de outubro, lentamente iniciou uma crise no clube; o Valencia conseguiu apenas uma vitória em sete partidas e foi eliminado da Liga dos Campeões (muito por causa de uma derrota por 5–1 contra a Internazionale, na qual o meio-campista Miguel Ángel Angulo foi expulso por cuspir em um adversário).
Em uma breve sobrevida, o Valencia passou outros seis jogos sem vencer a partir de janeiro. Apesar da impopularidade causada pela contratação de quatro jogadores italianos, Ranieri foi criticado por não colocar o argentino Pablo Aimar nas partidas e por mudar constantemente a formação tática da equipe (lembrando muito o que fizera nos seus tempos de Chelsea).
Foi dispensado no dia 25 de fevereiro de 2005, após uma derrota para o Steaua Bucaresti. Naquele momento, o time era sexto colocado no Campeonato Espanhol. Ranieri recebeu 3 milhões de libras da multa rescisória e Quique Flores o substituiu a partir de junho.

### Parma

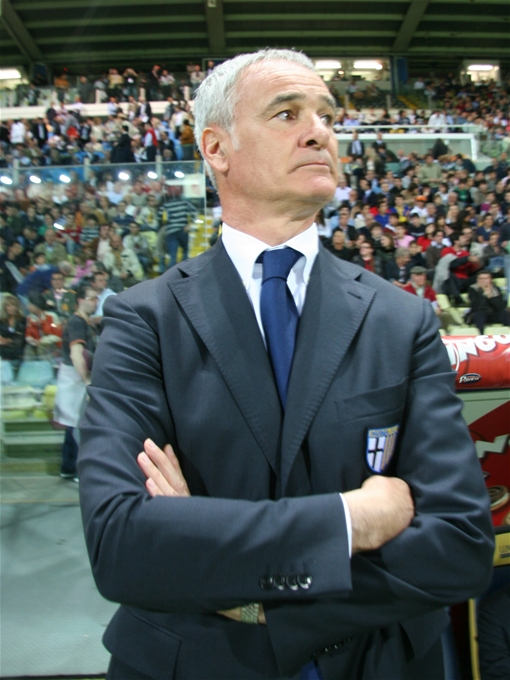
Ranieri no Parma em 2007

Em 12 de fevereiro de 2007, um dia após o término da 23ª rodada e a demissão de Stefano Pioli, Ranieri foi anunciado pelo Parma. Estreou com uma derrota de 1–0 para a Sampdoria, mas conseguiu resultados notórios em sequência para ajudar a salvar o time do rebaixamento, obtendo 17 pontos em 10 partidas (se comparado ao seu antecessor que obtivera 15 pontos em 23 partidas). Inclui-se aí a impressionante vitória por 4–3 fora de casa contra o Palermo, cujo efeito radical causado aos Rosanero foi a demissão de Francesco Guidolin. No restante da temporada, o Parma goleou o Messina por 4–1 no início de maio e terminou a temporada em 12º lugar, com uma vitória por 3–1 sobre o Empoli.
Assim que a temporada terminou, foi divulgado que Ranieri poderia assumir o Fulham, o Manchester City ou o Palermo. No dia 31 de maio, o Parma anunciou que Ranieri não estava nos planos do clube para a próxima temporada.

### Juventus
Na temporada seguinte foi contratado para treinar a Juventus, que acabara de voltar da segunda divisão. Assinou por três temporadas com o clube, substituiu o francês Didier Deschamps e assumiu a equipe no dia 1 de julho de 2007. Ranieri trouxe reforços como Vincenzo Iaquinta, da Udinese, e Zdeněk Grygera, do Ajax. Sua primeira temporada na Velha Senhora foi exitosa (classificando-se para a próxima Liga dos Campeões), guiando sua equipe a um terceiro lugar após a temporada em que passaram na 2ª divisão, devido a punição do escândalo de manipulação de resultados: o Calciopoli.
Em agosto de 2008, Ranieri deflagrou-se em uma guerra de palavras contra o português José Mourinho (novo treinador da Internazionale), o qual havia o substituído anteriormente no Chelsea. O luso criticou a mentalidade antiquada do italiano e por falhar sempre nas tentativas de conquistar um título importante em sua carreira como treinador, levando a um desconforto temporário entre eles. O italiano ressaltou que a Inter era uma grande ameaça à Juventus pela briga do título da Serie A.
A Velha Senhora começou forte na temporada 2008–09, contando com o talento de Alessandro Del Piero para derrotar o Real Madrid duas vezes na fase de grupos da Liga dos Campeões (por 2–1 em casa e por 2–0 em Madri.) No entanto, acabaram caindo nas oitavas de final para o Chelsea, ex-clube de Ranieri.
Ao longo da temporada, a Juventus teve que lidar com lesões e conseguiu vencer apenas sete partidas em dois meses, fazendo com que o time caísse para o terceiro lugar após o empate em casa por 2–2 contra a Atalanta. Após este jogo, Ranieri admitiu que havia uma pressão bastante forte de seus torcedores, que o criticavam publicamente sobre seu trabalho. Com o fim das especulações e o anúncio de que a Inter seria campeã matematicamente, os dirigentes da Velha Senhora reuniram-se e decidiram no dia 18 de maio de 2009 pela troca de Ranieri por Ciro Ferrara.

### Roma
No dia 1 de setembro de 2009, depois da demissão de Luciano Spalletti do cargo de treinador da Roma, Ranieri foi contratado para treinar o clube que o revelou. Sob seu comando, os Giallorossi melhoram suas performances a ponto de confiar na conquista da Serie A, reduzindo a diferença em pontos que havia entre a líder Internazionale após um triunfo sobre a equipe de José Mourinho na 31ª rodada. Então, a Roma venceu dois jogos consecutivos e conseguiu ultrapassar a Inter na 33ª rodada, graças a uma vitória em casa por 2–1 contra a Atalanta, e um empate em 2–2 da Internazionale contra a Fiorentina. A equipe conseguiu ampliar sua invencibilidade para 23 jogos e mantivera a liderança após o derby contra a Lazio (Derby della Capitale), estendendo a sua marca para 24 jogos sem perder. Ranieri foi aclamado pela imprensa ao substituir os craques locais, Francesco Totti e Daniele De Rossi no intervalo quando o clube perdia por 1–0, virando o jogo para 2–1 graças aos gols de Mirko Vučinić. No entanto, a Roma perderia a liderança na Serie A e a final da Copa da Itália, em ambos os casos para a Inter, que faturou a tríplice coroa.
Após a derrota por 1–0 na final da Copa da Itália, Mourinho escarneceu publicamente Ranieri, alegando que este havia supostamente motivado seus jogadores com o filme Gladiador antes do jogo. Na temporada seguinte, Ranieri foi derrotado novamente para a Inter, dessa vez na Supercopa da Itália de 2010. Ranieri pediu demissão no dia 20 de fevereiro de 2011, após uma sequência ruim (em seu último jogo, permitiu a virada do Genoa por 4–3, sendo que seu time estava com vantagem de três gols no placar). Em seu lugar, assumiu Vincenzo Montella.

### Internazionale
No dia 22 de setembro de 2011, após a demissão do técnico Gian Piero Gasperini por seus péssimos desempenhos (perdendo quatro de cinco partidas), Ranieri foi anunciado pela Internazionale, assinando contrato até 30 de junho de 2013. Os Nerazzurri conquistaram sua primeira vitória no dia 24 de setembro, um triunfo por 3–1 contra o Bologna, seguido por uma vitória fora de casa na Liga dos Campeões contra o CSKA Moscou. Conseguiu sete vitórias consecutivas na Serie A entre dezembro e janeiro de 2012, incluindo uma vitória por 1–0 contra o Milan, o qual tornou possíveis os burburinhos de quem eles seriam postulantes ao título.
Então, a Inter de Milão acabou sofrendo uma série de resultados negativos (culminando também com a saída de Thiago Motta para o Paris Saint-Germain) e suas esperanças na Liga dos Campeões estavam penduradas por um fio após a derrota nas oitavas de final por 1–0 para o Olympique de Marseille. A especulação sobre a demissão de Ranieri começou a aumentar, alcançando seu pico durante uma partida contra o Catania, sendo atenuada logo após, com uma vitória fora de casa contra o Chievo Verona. Entretanto, após uma derrota sofrida em casa pela Juventus por 2–0 (e uma sequência de apenas duas vitórias em seus últimos 13 jogos), no dia 26 de março, acabou demitido devido ao seu retrospecto no Campeonato Italiano e a eliminação nas oitavas de final da Liga dos Campeões para o Olympique de Marseille.

### Monaco
Assumiu o comando técnico do Monaco no dia 30 de maio de 2012, fechando um contrato de dois anos para disputar a Ligue 2. Trouxe o clube de volta a Ligue 1, sendo campeão da Ligue 2 pela primeira vez na história. Ranieri foi vice-campeão francês na temporada seguinte (2013–14), atrás do Paris Saint-Germain, que acabou o campeonato com 80 pontos. Deixou o clube após ser demitido no dia 20 de maio de 2014.

### Seleção Grega
Ranieri assumiu a Seleção Grega logo após a Copa do Mundo de 2014, substituindo o português Fernando Santos e assinando um contrato de 1,6 milhões de euros por dois anos. O italiano estreou no dia 7 de setembro, numa derrota por 1–0 para a Romênia. Se comparado ao conservadorismo tático de Otto Rehhagel e Fernando Santos, Ranieri sempre alterava seus times titulares e formações táticas, o que acabava confundindo seus jogadores e causando desconfianças aos torcedores e imprensa local.
No entanto, disputadas quatro partidas, acabou sendo demitido após uma derrota por 1–0 para Ilhas Faroé pelas Qualificações para a Euro 2016, rejeitando a multa rescisória de 800 mil de euros. Em 2015, em uma entrevista para o Leicester Mercury, o experiente treinador revelou:
| “ | Eu cometi um erro quando me tornei o técnico grego. Eu sempre almejei este trabalho, pois se tratava de uma seleção nacional e é diferente de um clube. Eu tive quatro partidas e para cada uma delas, tive que treinar os jogadores por três dias. Isso são 12 dias de trabalho e o que eu poderia fazer em apenas 12 dias? Eu tive que reconstruir a seleção grega nesse tempo. O que mais poderia se esperar? Não sou um mágico. | ” |

### Leicester

#### 2015–16
No dia 13 de julho de 2015, Ranieri foi anunciado como o novo treinador dos Foxes em um contrato de três anos. Sua contratação era vista com ceticismo; Marcus Christenson do jornal The Guardian definiu como "desconcertante" a atitude dos dirigentes do clube inglês, justo após a campanha heroica de luta contra o rebaixamento feita por Nigel Pearson na temporada 2014–15 da Premier League. As frequentes demissões do italiano e a derrota grega para Ilhas Faroé causavam desconfiança e escárnio por parte de muitos acompanhantes do futebol. Christenson ressaltou que o bom humor de Ranieri era a antítese ao pavio curto de seu antecessor, concluindo portanto que: Se Leicester queria alguém legal, eles obtiveram. Porém, se eles almejavam permanecer na Premier League, apostaram no cara errado.
A sua estreia ocorreu contra o Sunderland no dia 8 de agosto com uma vitória por 4–2. Logo após a partida, o italiano contou à mídia que ele inspirou a equipe a vencer dando-lhes motivação a partir de uma banda local de rock, o Kasabian (com a música Fire). A música se tornou uma febre nos jogos da equipe no King Power Stadium e servia para embalar os jogadores quando encontravam dificuldades durantes as partidas. O italiano mesmo lembrou que a música fortalecia o espírito dos jogadores e mostrava também que seus torcedores estavam ali para apoiar.
Ranieri revelou que tinha como intenção salvar o time do rebaixamento e alcançar 40 pontos no campeonato o quanto antes, a fim de atingir uma margem segura. Na primeira reunião com o presidente do clube, o tailandês Vichai Srivaddhanaprabha, lhe foi revelado o quão importante seria a permanência do clube na elite da liga inglesa. A campanha da temporada 2014–15 foi assustadora para os dirigentes do clube que agora temiam o descenso (o time era um dos favoritos das casas de apostas para o rebaixamento, e ironicamente tinham uma proporção de 5000/1 se conquistassem o título, sendo esta uma aposta mais improvável do que encontrarem o Monstro do lago Ness ou Elvis Presley vivo).
Um fato interessante é o de que Ranieri receberia £100 mil por cada posição acima do rebaixamento, uma premiação curiosa para quem havia sido demitido da seleção grega após uma derrota constrangedora para as Ilhas Faroé. Dentre as citações importantes para o grupo antes do primeiro jogo, estavam:
| “                                                                                            | Antes de jogarmos nosso primeiro jogo na temporada, eu quero que vocês joguem pelos seus companheiros. Nós somos um time pequeno, então nós temos que lutar com todo nosso coração, com toda nossa alma. Eu não me importo com o nome do adversário. Tudo que eu quero é que vocês lutem. Se eles forem melhores do que nós, tudo bem, parabéns. Mas eles terão que mostrar a nós que eles são melhores. | ” |
| — Claudio Ranieri, em um texto publicado no The Player’s Tribune chamado “Nós não sonhamos”. | |   |

Um forte discurso do italiano, algo que se tornou rotineiro dali para frente. Desde então, o treinador começou a se preocupar com a quantidade de gols que sofria, mesmo que obtivesse as vitórias. Como eram necessários dois a três gols geralmente para garantir a vitória ou ao menos o empate (e sabia que uma hora isso poderia não ocorrer), logo tratou de motivar seus pupilos de forma diferente desta vez:
Vamos lá, rapazes. Sem levar gols hoje. Na véspera do jogo contra o Crystal Palace, Ranieri reforçou as palavras: Vamos, rapazes. Oferecerei uma pizza se não levarem gols desta vez. E como obra do acaso, o time conseguiu seu primeiro clean sheet (vencendo por 1–0). Ele mantivera sua palavra e levou seus jogadores à Pizzaria Peter na praça da cidade. Para a surpresa dos jogadores, eles mesmos prepararam o queijo, a massa e o molho — e como bom italiano, serviu-se de vários pedaços, ratificando que essa era uma de suas comidas favoritas. O jogo foi em 24 de outubro e deste momento adiante, ficaram mais de 14 partidas sem sofrer gol no campeonato.
Ranieri sempre lembrava que o pensamento do time era jogo a jogo, mantendo o foco no trabalho de equipe e que os torcedores podiam sonhar com a impossibilidade e o "conto de fadas" de que se tratava o título da Premier League.
O forte início do clube permitiu que alcançassem os 40 pontos previstos pela comissão técnica ainda no Natal e durante o Boxing Day (data importante aonde há uma sequência muito corrida de jogos para os clubes ingleses e que na cultura do país havia um simbolismo forte, significando a abertura dos presentes do Natal). Nesta arrancada, Jamie Vardy marcou durante 11 jogos consecutivos e quebrou a marca de Ruud van Nistelrooy na Premier League, um feito comparável ao de Gabriel Batistuta na Serie A de 1995–96, quando Ranieri treinava a Fiorentina.
Ironicamente, uma das suas marcas na temporada acabou sendo a continuidade dos 11 iniciais da equipe, evitando qualquer tipo de rodízio ou invenção tática. Apostou no velho modelo 4-4-2, abdicando da posse de bola, adotando uma forte marcação no aguardo do erro adversário. Curiosamente, esse foi um fato que retificou o apelido de Tinkerman que recebera anteriormente na carreira. Com o decorrer da temporada. o elenco não sofreu com lesões - com raros desfalques por suspensão — o time conseguia aos poucos impor seu estilo de jogo, mesmo com uma média de 40% de posse de bola (a menor entre os campeões).
Um fato observado a partir do momento em que alcançaram a liderança e conseguiam mantê-la, era o de que times bem mais abaixo na tabela não investiam muito contra as Raposas. Quando o clube ainda era uma incógnita no campeonato e não aparecia como candidato ao título, as equipes menores o tratavam de igual para igual, subindo constantemente ao ataque e se fechando raramente. Só que com o início do segundo turno e a vantagem de cinco pontos para o vice colocado, o tratamento dos outros times mudou e passariam a então apostar nos deslizes dos Foxes para garantir ao menos um ponto, fosse em casa ou fora. Ranieri sabia bem que agora não poderia sofrer muitos gols e que a dificuldade para marcá-los seria indubitavelmente maior, tendo em vista que a defesa precisou se tornar mais pragmática, o ataque praticamente não perdeu a força do primeiro turno, anotando uma boa quantidade de gols que permitia sossego contra adversários mais árduos.
Há quem lembre até do catenaccio como estratégia italiana de fechar a porteira e se valer de ligações diretas e escapadas pelos lados. Todavia, o Leicester manteve sua postura e correu menos riscos defensivos, mesmo jogando fora de seus domínios. O ataque da equipe marcou 37 gols no primeiro turno e 31 gols no returno, enquanto que a defesa havia sofrido 25 gols no primeiro turno e apenas 11 no returno. O grande trunfo da equipe se deu pela vice artilharia de Jamie Vardy (24 gols e quatro assistências) e o argelino Riyad Mahrez (18 gols e 11 assistências, sendo que 12 destes gols foram fora de casa). Outro jogador fundamental para quando não tinham a posse de bola e precisavam conter o ímpeto do adversário foi o volante francês N'Golo Kanté, sendo o jogador com mais desarmes e interceptações do campeonato.
Ranieri relata que começou a crer na possibilidade do conto de fadas virar realidade quando venceu o Manchester City no Etihad Stadium, por 3–1, e quando conseguiu uma vitória por 2–0 contra o Liverpool, com um golaço de Vardy. E mesmo quando perdera para o Arsenal no Emirates Stadium por 2–1, o grupo não esmoreceu (sendo esta inclusive a sua única derrota no returno). Ele disse ainda que apesar da virada do clube londrino, caso estivessem com 11 jogadores, o resultado provavelmente seria diferente e que o moral da equipe não seria abalado. Além de que não seriam forçados a recuar por estarem em desvantagem numérica.
Claudio foi o treinador que menos trocou de jogadores durante o campeonato (contando as substituições durante os jogos), mantendo-se fiel ao seu esquema tático também. Em março de 2016, durante uma coletiva de imprensa, chamou a atenção da imprensa quando comentou sobre um "sino imaginário" para manter seus jogadores focados. O bordão dilly ding, dilly dong ganhou popularidade e inclusive ganhou remix.
No dia 10 de abril, eles garantiram a vaga na Liga dos Campeões da UEFA com a vitória fora de casa contra o Sunderland. Embora Tottenham, Arsenal e Manchester City o perseguissem freneticamente, o time de Claudio Ranieri controlou a pressão e se manteve até o fim do campeonato no topo da tabela, alcançando 81 pontos (sendo 42 pontos conquistados em seus domínios, o King Power Stadium e 39 pontos fora de casa). O time perdeu apenas três vezes no campeonato, sendo um dos times que menos perderam para se tornar campeão na história da Premier League (logo após o Chelsea de Mourinho em 2004–05, com uma derrota, e os Invencibles de Arsène Wenger em 2003–04).
Devido a sua classe e bom humor nas entrevistas, a mídia e os torcedores se referiam a ele como Rei Claudio, devido a sua façanha na temporada.
A amizade dele com Gus Hiddink lhe rendeu um momento engraçado, quando o Chelsea iria enfrentar o seu concorrente ao título, os Spurs. Claudio estava ansioso para garantir antecipadamente o título e o amigo holandês lhe dissera que garantiria uma Guard of Honour especialmente para ele no último jogo de ambas as equipes, que se enfrentaram no Stamford Bridge.
Ranieri foi nomeado o treinador do ano na Premier League, ganhando inclusive o título de Grande Oficial da Ordem do Mérito da República Italiana.

#### 2016–17
O Leicester de Ranieri jogou a International Champions Cup, um torneio amistoso na pré-temporada, o qual lhe fizera enfrentar o Celtic no dia 23 de julho em Glasgow; o Paris Saint-Germain no dia 30 de julho, em Los Angeles, e por fim o Barcelona no dia 3 de agosto, em Estocolmo. Após a pré-temporada ser concluída, enfrentou o Manchester United de José Mourinho pela Supercopa da Inglaterra no dia 7 de agosto, uma semana antes do início da nova temporada da Premier League. O Leicester acabou derrotado por 2–1.
O começo da segunda temporada do italiano no comando das Raposas foi bem menos exitosa que a anterior: no tardar de novembro, o time havia perdido seis das 12 partidas disputadas na Premier League, marcando 14 gols e concedendo 20 gols — culminando na 14ª colocação, dois pontos acima da zona de descenso. Com apenas um ponto fora de casa e três vitórias até o ínterim, comentaristas apontaram diversos motivos para a abrupta queda de desempenho da equipe: a saída de Kanté para o Chelsea, a seca de gols de Vardy e a abordagem tática de seus oponentes na liga inglesa que anulavam o estilo reativo de jogo — além do foco do clube na competição continental.
Apesar das agruras enfrentadas na liga, as Raposas começaram bem sua passagem inédita pela Champions League com três vitórias em seus três primeiros jogos, além de assegurar alguns clean sheets até ser vazado na vitória por 2–1 em casa contra o Brugge no dia 22 de novembro. Alcançaram 13 pontos na fase de grupos e ficaram a frente do Porto e Copenhagen. Em dezembro, foi nominado finalista na disputa do prêmio de melhor técnico masculino e o ganhou em 9 de janeiro de 2017.
No dia 23 de fevereiro, foi anunciada sua demissão com o clube a apenas um ponto da zona de rebaixamento na Premier League. Segundo a mídia inglesa, após a derrota por 2–1 na primeira partida das oitavas de final contra o Sevilla, os jogadores se reuniram com Vichai Srivaddhanaprabha (presidente do clube) e selaram o destino de Ranieri. Craig Shakespeare, o interino, negou que houvesse uma revolta dos jogadores contra o italiano. A ação foi descrita por Gary Lineker como um "ato de pânico equivocado" da direção e admitiu que se emocionou com a notícia. Claudio admitiu em entrevista à Sky Sports que não acredita que seus jogadores o derrubaram e que estava contente ao perceber que o time começara a reagir no campeonato sob comando de seu interino e jogando da mesma maneira que lhes havia ensinado. Na primeira partida sem o italiano no comando, torcedores o homenagearam no minuto 65 do jogo contra o Liverpool com destaque a uma imagem de Ranieri contendo uma mensagem de agradecimento a ele: 'Grazie, Claudio.

### Nantes
Apesar do entrave trabalhista que restringe a contratação de profissionais acima de 65 anos, uma permissão especial foi concedida pela liga francesa e no dia 15 de junho de 2017, acertou com o Nantes por duas temporadas.
Após um mau começo com duas derrotas, conseguiu 13 pontos nas cinco rodadas seguintes — em especial o empate com o Lyon em casa sem gols e a virada por 2–1 contra o Strasbourg. É uma equipe que aposta muito em sua defesa e quando tem a bola, é bastante contundente nos contragolpes. Findaram o primeiro turno do campeonato em quinto lugar, especialmente pelas vitórias magras e força de sua torcida em casa. Entretanto, a equipe francesa acabou perdendo força no returno, muito pelo encaixar das novas peças contratadas na janela de inverno e desfalques, terminando o campeonato em nono lugar. No dia 17 de maio, o clube anunciou em decisão mútua que o italiano não continuará para a próxima temporada.

### Fulham
Foi contratado pelo Fulham no dia 14 de novembro de 2018, substituindo o sérvio Slaviša Jokanović. Não começou bem nos Cottagers: após 12 rodadas na Premier League, a equipe havia conquistado apenas cinco pontos.
Ranieri foi demitido no dia 28 de fevereiro de 2019, tendo ganho apenas três dos 17 jogos disputados. Para o seu lugar o clube trouxe Scott Parker, ex-jogador e que já havia sido auxiliar técnico do treinador italiano.

### Retorno à Roma
No dia 8 de março de 2019, retornou à cidade eterna para um contrato até o fim da temporada, com possibilidade de renovação. No primeiro jogo sob a casamata, no dia 11 de março, comandou os romanistas à vitória de 2–1 sobre o Empoli. Ainda que possuísse chances remotas de se classificar para a próxima Liga dos Campeões, no dia 26 de maio a Roma venceu o Parma por 2–1 em casa. Após a equipe terminar a Serie A em sexto lugar, conseguiu a classificação para a próxima Liga Europa.

### Sampdoria
Foi anunciado como novo técnico da Sampdoria no dia 12 de outubro de 2019. Ele chegou para substituir Eusebio Di Francesco, demitido após maus resultados. Ranieri conseguiu livrar o time do rebaixamento e fez a Sampdoria terminar na 15ª colocação na Serie A.
Despediu-se da equipe no dia 22 de maio de 2021, com uma vitória por 3–0 sobre o já rebaixado Parma na última rodada da Serie A.

### Watford
Em 4 de outubro de 2021, foi oficializado e anunciado como novo técnico do Watford.
Após uma sequência ruim de resultados, foi demitido no dia 24 de janeiro de 2022. A equipe já vinha de nove jogos sem vencer, e a derrota de 3–0 para o Norwich foi determinante para a demissão. Ranieri deixou a equipe na zona de rebaixamento, com 14 pontos. O treinador comandou o Watford em 14 jogos, sendo duas vitórias, um empate e onze derrotas.

### Retorno ao Cagliari e aposentadoria
Em 23 de dezembro de 2022, 34 anos depois de sua primeira passagem, foi anunciado como novo treinador do Cagliari a partir de janeiro de 2023.
Depois de assumir o time no 14º lugar da Serie B Italiana, levou o Cagliari à promoção de forma dramática após terminar em 5.º lugar e vencer o play-off, eliminando equipes como Venezia, Parma (de Gianluigi Buffon) e Bari na grande final. O gol do acesso foi marcado por Leonardo Pavoletti nos acréscimos do segundo tempo, em jogo realizado fora de casa. Emocionado, o veterano treinador foi às lágrimas e declarou após o apito final:
| “ | Um grande alívio. Cagliari significa tudo para mim. Há 33 anos me tornei treinador aqui e este clube me permitiu viajar pela Europa, serei sempre grato a esta região e à sua gente. Estava com medo de voltar, de manchar as lindas lembranças que tinha aqui, então uma frase de Gigi Riva me atingiu e algo mais importante ficou na minha mente: teria sido egoísmo não aceitar a proposta do Cagliari, visto que o clube atravessava um período difícil. | ” |

Em agosto de 2023, aos 71 anos, Claudio Ranieri declarou em entrevista que o Cagliari seria o último clube da sua carreira.
No dia 19 de maio de 2024, o treinador viu a sua equipe derrotar o Sassuolo fora de casa por 2–0, em partida válida pela penúltima rodada da Serie A italiana, livrando-se assim matematicamente do rebaixamento. Dois dias depois, Ranieri declarou que deixaria o cargo após a última partida do campeonato com o intuito de se aposentar, reafirmando o seu compromisso anterior de fazer do Cagliari seu último clube.

### Terceira passagem pela Roma
Em 14 de novembro de 2024, a Roma anunciou o retorno de Claudio Ranieri como treinador até o fim da temporada de 2024–25. Na ocasião, o clube explicou que o experiente técnico assumiria um cargo diretivo após o término da temporada, atuando como 'conselheiro dos proprietários em todas as questões esportivas'. Em sua terceira passagem pelos Giallorossi, Ranieri fez um bom trabalho: a equipe terminou a Serie A na 5.ª colocação e garantiu vaga na Liga Europa.

### Aposentadoria definitiva
Ao fim da temporada 2024–25, Claudio Ranieri aposentou-se definitivamente do cargo de treinador em maio, aos 73 anos, assumindo logo em seguida a função de conselheiro esportivo da Roma. No mês seguinte, o veterano recusou um convite para comandar a Seleção Italiana, que havia acabado de demitir o técnico Luciano Spalletti.

## Vida pessoal
Ranieri nasceu em San Saba, um bairro de Roma perto do Circo Máximo, e é um grande torcedor da Associazione Sportiva Roma. Começou a jogar futebol num campo próximo a igreja de San Saba. Um amigo de infância o descreveu como um indivíduo sereno e reservado. Ele e sua família viviam em Formello, cidade vizinha que consagrou entre seus moradores o goleiro italiano Dino Zoff, campeão da Copa do Mundo de 1982.
É casado com Rosanna e tem uma filha chamada Claudia. Sua filha é casada com o ator italiano Alessandro Roja, que deu a Ranieri um neto chamado Orlando.
Em maio de 2016, enquanto ocupava o cargo de treinador do Leicester, o italiano atraiu a atenção da mídia quando disse que almoçaria com sua mãe de 96 anos ao invés de assistir a Chelsea e Tottenham na segunda-feira. A partida terminou em 2–2, culminando em seu primeiro título na Premier League.

## Títulos

### Como treinador
Cagliari
- Serie C1: 1988–89
- Copa da Série C Italiana: 1988–89

Fiorentina
- Serie B: 1993–94
- Copa da Itália: 1995–96
- Supercopa da Itália: 1996

Valencia
- Copa Intertoto da UEFA: 1998
- Copa do Rei: 1998–99
- Supercopa da UEFA: 2004

Monaco
- Ligue 2: 2012–13

Leicester
- Premier League: 2015–16

## Prêmios e honrarias
- Ordem do Mérito da República Italiana: Grande Oficial (20 de maio de 2016)
- Palma de ouro ao Mérito Técnico (9 de maio de 2016)
- Cidadão honorário da cidade de Catanzaro (30 de junho de 2016)
- Treinador do Mês da Premier League: setembro de 2003,[82] março de 2004, novembro de 2015, março de 2016 e abril de 2016
- Treinador da Temporada da Premier League: 2015–16
- Premio Nazionale Enzo Bearzot: 2016[83]
- Treinador do Ano da FIFA: 2016[84]